# Clyde Arc

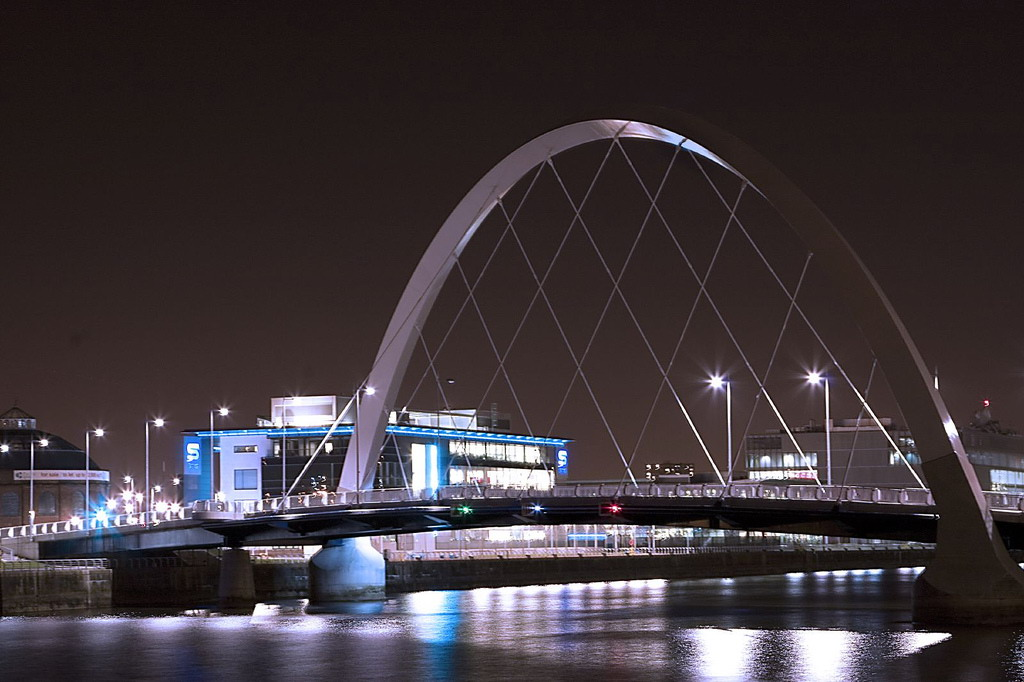
De Clyde Arc 's nachts

De Clyde Arc (lokaal ook gekend als Squinty Bridge of Finnieston Bridge), is een boogbrug die de rivier Clyde overspant in Glasgow, in Schotland. De brug verbindt de stadsdelen Finnieston en Govan. De brug is het eerste deel van een groot stadsvernieuwingsplan van Glasgow.

## Eigenschappen
Opvallende kenmerken van de brug zijn de grote enkele stalen boog, dat de boog het wegdek diagonaal overspant en het feit dat de brug de rivier diagonaal overspant. De fundamenten van de brug bevinden zich in de rivier. De brug heeft een lengte van 96 m. en de hoogte van het wegdek boven het water bij een normale waterstand is 5,4 m.
De Clyde Arc verbindt Finnieston Street aan de noordelijke oever van de rivier met Govan Road aan de zuidoever. Hij heeft vier rijstroken, waarvan twee voorbehouden zijn voor openbaar vervoer en twee voor ander verkeer. Er zijn ook een voetpad en een fietspad aanwezig.
De geschatte kosten van het project bedroegen £20,3 miljoen. De brug is ontworpen om 120 jaar te blijven staan.

## Geschiedenis en bouw
De brug is ontworpen door de Halcrow Group en werd gebouwd door het in Kilsyth gevestigde bedrijf Edmund Nuttall. Het project werd gerealiseerd met steun van het Glasgow City Council in samenwerking met Scottish Enterprise en de Schotse overheid.
Het doel van de brug was om betere toegang te geven tot Pacific Quay en tot andere gebieden aan de oevers van de Clyde. Bij het ontwerpen ervan is rekening gehouden met het feit dat er in de toekomst een lightrail vervoerssysteem zou kunnen komen of misschien zelfs een tram.
De bouw van de brug werd goedgekeurd in 2003 en begon in 2005. De werken aan de funderingen van de brug gebeurden vanop een groot drijvend platform op de Clyde, terwijl de bovenstructuur van de brug op een andere locatie werd gebouwd. Het brugdek bestond uit verschillende betonnen platen die ter plaatse gegoten werden.
In 2006 was "de Arc" klaar. De brug werd officieel geopend in op 18 september 2006 door Steven Purcell, leider van het Glasgow City Council. Nochtans was het voor voetgangers al mogelijk om de voorgaande twee dagen over de brug met de grote boog te wandelen als onderdeel van Glasgows jaarlijkse "Doors Open" weekend.